# Al-Bajda (Jordania)

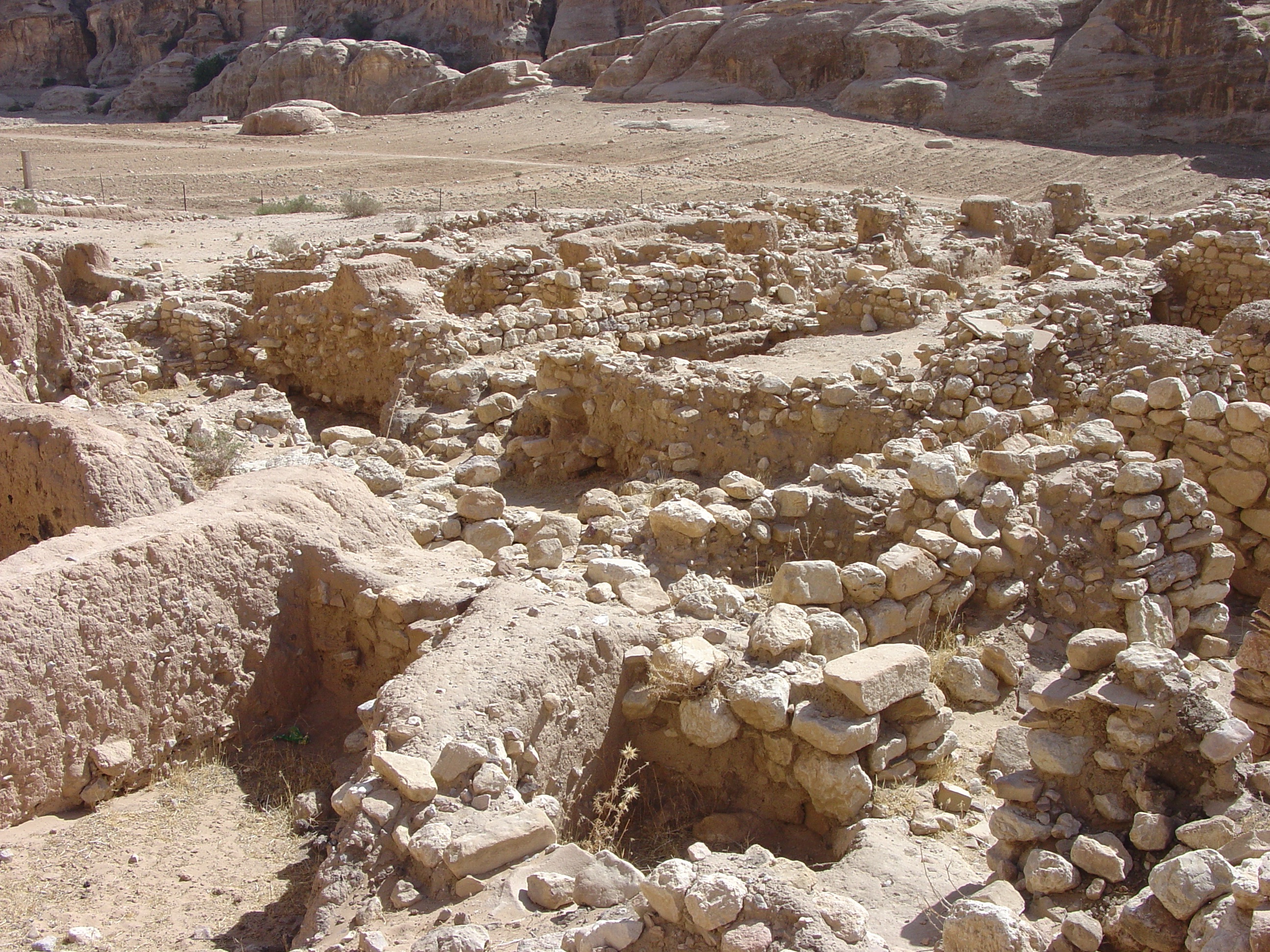
Ruiny zabudowań w Al-Bajdzie

Al-Bajda (arab. البيضا, Al-Bayḍā) – stanowisko archeologiczne położone w południowej Jordanii.
Al-Bajda to osada neolityczna o charakterze wczesnorolniczym odkryta w 1957 roku przez angielską ekspedycję pod kierownictwem Diany Kirkbride. Datowano ją wówczas na przełom VIII i VII tysiąclecia p.n.e. Później prace archeologiczne prowadziła tam brytyjska grupa archeologów prowadzona przez Briana Byrda. Badania wykazały, że miejsce to zamieszkiwane było jeszcze we wczesnym mezolicie, jako jeden z ośrodków kultury natufijskiej, oraz w I tysiącleciu p.n.e. przez osiedlonych w pobliskiej Petrze Nabatejczyków. Al-Bajda została uwzględniona w opisie Petry na liście światowego dziedzictwa UNESCO.

## Rolnictwo
Na początku VII tysiąclecia p.n.e w Al-Bajdzie zaczęto uprawiać pierwsze gatunki zbóż, o czym świadczy odnalezienie podczas prac wykopaliskowych na terenie osady glinianych naczyń z odciskami ziaren jęczmienia i pszenicy. Formą uprawy roli na terenie Al-Bajdy było powszechne wówczas kopieniactwo.

## Architektura
Budowniczowie Al-Bajdy wznosili ściany z kamienia, używali też gliny i drewna. Budowle na terenie osady charakteryzowały się cienkimi (50–70 cm) ścianami zewnętrznymi, posiadały za to masywne (1,5–2 m) ściany wewnętrzne i sufit. Piwnice oddzielone były od pomieszczeń na powierzchni masywnymi, wapiennymi płytami. W podziemnych pomieszczeniach odnaleziono liczne narzędzia pracy, m.in. noże i żarna oraz rogi i kości zwierzęce. Przypuszcza się, że piwnice wykorzystywano jako składowiska i stanowiska niewolniczej pracy jeńców lub więźniów. Świadczyć o tym ma zróżnicowanie szerokości ścian w budynkach na powierzchni – cienkie zewnętrzne ściany dowodzą, że mieszkańcy bardziej niż napaści z zewnątrz obawiali się buntu niewolników pracujących w piwnicach, budowano więc masywne ściany wewnętrzne.